# Millennium Monsterwork 2000
Millennium Monsterwork 2000 es un álbum en vivo de Fantômas y Melvins lanzado el 2 de abril de 2002 por Ipecac Recordings en su tercer cumpleaños. Fue registrado en vivo en el 31 de diciembre de 2000 en el show de Ipecac New Years Eve en "Slim's", San Francisco, California.

## Lista de canciones
1. "Good Morning Slaves" ("Page 27", Patton) – 1:47
2. "Night Goat" (Melvins) – 5:05
3. "The Omen (Ave Satani)" (Jerry Goldsmith) – 1:58
4. "Cholo Charlie" ("Page 3", Patton) – 1:03
5. "White Men Are the Vermin of the Earth" – 1:01
6. "Terpulative Guns & Drugs" ("Page 28", Patton) – 2:45
7. "Ol' Black Stooges" (Crover/Osborne) – 2:33
8. "Ripping Chicken Meat" ("Page 1", Patton) – 1:51
9. "The Bit" (Crover) – 5:55
10. "Musthing with the Phunts" ("Page 29", Patton) – 1:00
11. "Me and the Flamer" ("Page 14", Patton) – 4:03
12. "She's a Puker" ("Page 6", Patton) – 1:08
13. "The Turkey Doctor" ("Page 10", Patton) – 1:05
14. "Hooch" (Melvins) – 1:12
15. "Mombius Hibachi" (Melvins) – 1:30
16. "Liquorton Gooksburg" ("Page 23", Patton) – 0:46
17. "Skin Horse" (Osborne) – 3:35
18. "Cape Fear" (Bernard Herrmann) – 1:51
19. Untitled track – 0:13

## Créditos
- Dale Crover - Batería,  voz
- Trevor Dunn - Bajo
- King Buzzo - Guitarra, voz
- Dave Lombardo - Batería
- Mike Patton - Voz, Sampler, "Electrónica"
- Kevin Rutmanis - Bajo
- David Scott Stone - Guitarra, "Electrónica"
- Vince DeFranco - Ingeniero de sonido, Productor
- Vinny Palese - Grabación
- John Goldon - Mastering
- Randy Hawkins - Sonido en vivo
- Mackie Osborne - Arte